# Ouro Verde do Oeste
Ouro Verde do Oeste är en kommun i Brasilien.   Den ligger i delstaten Paraná, i den södra delen av landet, 1 200 km sydväst om huvudstaden Brasília. Antalet invånare är 5 690.
Trakten runt Ouro Verde do Oeste består till största delen av jordbruksmark. Runt Ouro Verde do Oeste är det ganska glesbefolkat, med 31 invånare per kvadratkilometer.